# Белокаменные памятники Владимира и Суздаля
Белока́менные па́мятники Влади́мира и Су́здаля — собирательное название, под которым с 1992 года в списке объектов Всемирного наследия ЮНЕСКО фигурируют восемь памятников древнерусского (преимущественно белокаменного) зодчества, расположенных во Владимирской области: церковь Бориса и Глеба в Кидекше, во Владимире — Успенский собор, Золотые ворота и Дмитриевский собор, в Боголюбове — палаты Андрея Боголюбского и церковь Покрова на Нерли, в Суздале — кремль с Рождественским собором и Спасо-Евфимиев монастырь.
Согласно критериям включения в список объектов Всемирного наследия ЮНЕСКО, «Белокаменные памятники Владимира и Суздаля» представляют собой шедевр человеческого созидательного гения, свидетельствуют о значительном влиянии православного христианства в архитектуре Руси XII—XIII веков и являются выдающимся примером архитектурного ансамбля, который иллюстрирует данный период человеческой истории.

## Перечень памятников
Успенский собор во Владимире — выдающийся памятник белокаменного зодчества домонгольской Руси. Исторически, до возвышения Москвы, был главным (кафедральным) храмом Владимиро-Суздальской Руси, в нём венчались на великое княжение владимирские и московские князья. Памятник русского зодчества XII века, послуживший образцом для ряда более поздних соборов, в том числе Успенского собора Аристотеля Фиораванти. Датируется 1158—1160 и 1186—1189 годами. Сохранность высокая. В интерьере фрагменты фресок XII века и фресок Андрея Рублёва и Даниила Чёрного 1408 года. В XIX веке пристроены притвор и колокольня.
Золотые ворота были построены в 1158—1164 годах при Андрее Боголюбском. Помимо оборонных целей, ворота имели также и триумфальный характер. Они оформляли парадный вход в самую богатую княжеско-боярскую часть города. Сохранность средняя. Своды и надвратная церковь Ризположения выстроены заново в 1795—1810 годах. По бокам пристроены кордегардии.
Палаты Андрея Боголюбского были заложены в 1158 году, с XIII века заняты монастырём. Сохранность низкая. Сохранилась лестничная башня (в XVIII веке перестроена в шатровую колокольню) и переход на хоры храма. От церкви Рождества Богородицы, рухнувшей в 1722 году, сохранилась только цокольная часть.
Церковь Покрова на Нерли — выдающееся произведение владимиро-суздальской школы; построена в 1165—1166 годах близ Боголюбова, при впадении реки Нерли в Клязьму. Белокаменный одноглавый четырёхстолпный храм крестово-купольного типа отличается гармонией несколько вытянутых по вертикали пропорций, изяществом пластической обработки (уступчатые лопатки, перспективные порталы, рельефные украшения) и контрастно выделяется на фоне широкой поймы Нерли и Клязьмы. До 1672 года имел башню с ходом на хоры. Сохранность хорошая. Утрачены галереи.
Дмитриевский собор во Владимире — придворный собор, возведённый Всеволодом Большое Гнездо на княжеском дворе и освящённый в честь великомученика Димитрия Солунского. Канонический пример крестово-купольного белокаменного храма владимиро-суздальской архитектурной школы. Знаменит своей белокаменной резьбой. Датируется 1194—1197 годами. Сохранность хорошая. В ходе ошибочной реставрации 1840-х годов уничтожены галереи и лестничные башни начала XIII века.
Суздальский кремль — древнейшая часть города, ядро Суздаля, по данным археологов, существующее с X века. Расположен кремль в излучине реки Каменки, в южной части города. На рубеже XI—XII веков здесь была сооружена крепость с кольцом земляных валов протяжённостью 1400 м. На валах возвышались бревенчатые стены и башни. В кремле помещались двор князя и двор епископа с городским собором, обитала также княжеская дружина и многочисленное окружение князя и епископа. Во второй половине XV века оборонительные сооружения были укреплены и досыпаны, в 1677 году возведена рубленая сосновая стена с 15 башнями и воротами. Все деревянные укрепления сгорели в 1719 году. Кремль сохранил земляные валы и рвы древней крепости, несколько церквей и ансамбль архиерейского двора с древним Богородице-Рождественским собором, построенным в 1220-х годах. Домонгольский храм сохранился до уровня аркатурно-колончатого пояса включительно. Храм имеет шатровую колокольню и архиерейские палаты XVII века.
Спасо-Евфимиев монастырь в Суздале — мужской монастырь, расположенный на левом берегу реки Каменки в северной части Суздаля. Основан в 1352 году суздальско-нижегородским князем Борисом Константиновичем как крепость, призванная защищать город от внешних и внутренних врагов. Сохранность отличная.
Церковь Бориса и Глеба в Кидекше — один из древнейших памятников белокаменного зодчества домонгольской Руси, наиболее ранняя белокаменная постройка Северо-восточной Руси, наряду со Спасо-Преображенским собором в Переславле-Залесском. Построена в правление Юрия Долгорукого и датируется 1152—1157 годами. Сохранность средняя. В 1660-х годах утрачены своды, глава и апсиды. Сохранились фрагменты фресок XII века.
Российской Федерацией не были представлены к включению в список Всемирного наследия другие памятники того же круга — Спасо-Преображенский собор в Переславле-Залесском (1152—1156), Георгиевский собор в Юрьеве-Польском (1230-е годы, XIII век), Покровский монастырь (XIV век) в Суздале и Княгинин монастырь (XIII век) во Владимире.
- Успенский собор во Владимире
- Золотые ворота во Владимире
- Дмитриевский собор во Владимире
- Церковь Бориса и Глеба в Кидекше

- Палаты Андрея Боголюбского в Боголюбове
- Церковь Покрова на Нерли близ Боголюбова
- Спасо-Евфимиев монастырь в Суздале
- Суздальский кремль с Рождественским собором